# Autostrada A19 (Niemcy)
Autostrada A19 (niem. Bundesautobahn 19 (BAB 19) także Autobahn 19 (A19)) – autostrada w Niemczech tworząca część połączenia autostradowego Berlin–Rostock (wraz z autostradą A24).  Długość wynosi 124 km.  Jest częścią trasy europejskiej E55 (Kopenhaga–Berlin–Praga–Salzburg–Bari). Autostradę zbudowano w NRD i oddano do użytku w latach 1973–1978 (z wyjątkiem krótkiego odcinka o długości 6,9 km w okolicach Rostocku, który jako autostrada jednojezdniowa został otwarty już w 1963).